# DICOM
DICOM, abreviação de Digital Imaging and Communications in Medicine (ou comunicação de imagens digitais em medicina), é um conjunto de normas para tratamento, armazenamento e transmissão de informação médica (imagens médicas) num formato eletrônico, estruturando um protocolo.
Foi criado com a finalidade de padronizar a formatação das imagens diagnósticas como tomografias, ressonâncias magnéticas, radiografias, ultrassonografias etc. O padrão DICOM é uma série de regras que permite que imagens médicas e informações associadas sejam trocadas entre equipamentos de diagnóstico geradores de imagens, computadores e hospitais.
O padrão estabelece uma linguagem comum entre os equipamentos de marcas diferentes, que geralmente não são compatíveis, e entre equipamentos de imagem e computadores, estejam estes em hospitais, clínicas ou laboratórios.

## Serviços DICOM
É um engano comum as pessoas pensarem em DICOM como um formato de arquivo, apenas. No entanto, o arquivo é apenas um dos SERVIÇOS padronizados pelo documento. Os serviços são (trecho traduzido da página correspondente em inglês):

### Store (Armazenamento)
DICOM Store é usado para enviar imagens ou outras informações, como relatórios, informações do paciente, para um sistema de PACS.

### Storage Commitment (Confirmação de Armazenamento)
DICOM storage commitment é o serviço usado para confirmar que uma imagem foi armazenada permanentemente (como em um sistema de servidores redundantes ou um meio qualquer de backup). É como um protocolo de segurança que avisa ao usuário quando ele pode, com segurança, deletar os arquivos em sua estação de trabalho local.

### Query/Retrieve (Busca/Recuperação)
Permite a uma estação de trabalho localizar listas de imagens, por exemplo, e recuperá-las a partir do PACS em que estão armazenadas.

### Modality Worklist (Lista de Tarefas)
Habilita um equipamento de imageamento médico (chamado, no padrão, de modality) a obter detalhes de pacientes e exames agendados eletronicamente, evitando a necessidade de digitar estas informações várias vezes e os erros que esta repetida intervenção humana pode causar.

### Modality Performed Procedure Step (Procedimento Realizado por Equipamento)
Um serviço complementar ao worklist, habilita um equipamento a enviar relatórios sobre um exame realizado, incluindo dados de aquisição das imagens, horários de início e fim e duração do exame, assim como doses de contrastes, por exemplo. Ajuda a fornecer ao departamento de radiologia um controle mais preciso sobre o uso dos equipamentos. Também conhecido como MPPS, este serviço permite melhor compatibilidade com o sistema de armazenamento, já que, junto com os objetos, envia uma lista de objetos (informações) que estão sendo enviados.

### Printing (Impressão)
Usado para enviar imagens para uma impressora de DICOM, normalmente para imprimir um filme de raios-X. Há um padrão de calibração para ajudar a manter a consistência entre os vários equipamentos de visualização, incluindo a impressão de cópias físicas.

### Off-line Media (DICOM Files)
Este serviço é definido na parte 10 do padrão. Ele descreve como armazenar informações e imagens médicas em uma mídia removível qualquer. Com exceção do conjunto de dados contendo, por exemplo, uma imagem e demografia, é obrigatória a inclusão da "File Meta Information". DICOM restringe os nomes de arquivos a 8 caracteres (muitas pessoas usam, erradamente, 8.3, mas isto é incorreto. Nenhuma informação deve ser extraída destes nomes (PS10:6.2.3.2). Esta é uma fonte de problemas comum em mídias criadas por desenvolvedores que não lêem as especificações com atenção. Este é um requerimento histórico, para manter compatibilidade com sistemas legados. O padrão também exige a presença de um índice de mídia, o "DICOMDIR file", que fornece um índice de todos os arquivos DICOM presentes na mídia (um CD, por exemplo). O DICOMDIR fornece muito mais informação do que qualquer nome de arquivo poderia, por isso não há necessidade de nomes com forte significado.
DICOM files tipicamente têm a extensão .dcm.

## Modalidades Dicom
Exemplos de Modalidades Suportadas:
- AS = Angioscopy
- BI = Biomagnetic Imaging
- CD = Color Flow Doppler
- CF = Cinefluorography (retired)
- CP = Colposcopy
- CR = Computed Radiography
- CS = Cystoscopy
- CT = Computed Tomography
- DD = Duplex Doppler
- DF = Digital Fluoroscopy (retired)
- DG = Diaphanography
- DM = Digital Microscopy
- DS = Digital Subtraction Angiography
- DR = Digital Radiography
- EC = Echocardiography
- ES = Endoscopy
- FA = Fluorescein Angiography
- FS = Fundoscopy
- HC = Hard Copy
- LP = Laparoscopy
- LS = Laser Surface Scan
- MA = Magnetic resonance angiography
- MG = Mammography
- MR = Magnetic Resonance
- MS = Magnetic Resonance Spectroscopy
- NM = Nuclear Medicine
- OT = Other
- PT = Positron Emission Tomography (PET)
- RF = Radio Fluoroscopy
- RG = Radiographic Imaging (conventional film screen)
- RTDOSE = Radiotherapy Dose
- RTIMAGE = Radiotherapy Image
- RTPLAN = Radiotherapy Plan
- RTSTRUCT = Radiotherapy Structure Set
- ST = Single-photon Emission Computed Tomography
- TG = Thermography
- US = Ultrasound
- VF = Videofluorography (retired)
- XA = X-Ray Angiography
- XC = eXternal Camera
- ECG = Electrocardiograms
- BMD = Bone Mineral Densitometry
- BDUS = Ultrasound Bone Densitometry

## Media Storage Application Entity
| SOP Class Name                                  | SOP Class UID                  |
| Basic Color Image Box Storage                   | 1.2.840.10008.5.1.1.4.1        |
| Basic Film Session Storage                      | 1.2.840.10008.5.1.1.1          |
| Basic Film Box Storage                          | 1.2.840.10008.5.1.1.2          |
| Basic Gray Image Box Storage                    | 1.2.840.10008.5.1.1.4          |
| CR Image Storage                                | 1.2.840.10008.5.1.4.1.1.1      |
| CT Image Storage                                | 1.2.840.10008.5.1.4.1.1.2      |
| Detached Patient Management Storage             | 1.2.840.10008.3.1.2.1.1        |
| Detached Visit Management Storage               | 1.2.840.10008.3.1.2.2.1        |
| Detached Result Management Storage              | 1.2.840.10008.3.1.2.5.1        |
| Detached Interpretation Management Storage      | 1.2.840.10008.3.1.2.6.1        |
| Detached Study Management Storage               | 1.2.840.10008.3.1.2.3.1        |
| Detached Study Component Mgmt. Storage          | 1.2.840.10008.3.1.2.3.2        |
| Digital Intra Oral Image Storage - Presentation | 1.2.840.10008.5.1.4.1.1.1.3    |
| Digital Intra Oral Image Storage - Processing   | 1.2.840.10008.5.1.4.1.1.1.3.1  |
| Digital Mammo Image Storage - Presentation      | 1.2.840.10008.5.1.4.1.1.1.2    |
| Digital Mammo Image Storage - Processing        | 1.2.840.10008.5.1.4.1.1.1.2.1  |
| Digital X-Ray Image Storage - Presentation      | 1.2.840.10008.5.1.4.1.1.1.1    |
| Digital X-Ray Image Storage - Processing        | 1.2.840.10008.5.1.4.1.1.1.1.1  |
| Grayscale Softcopy Presentation State Storage   | 1.2.840.10008.5.1.4.1.1.1.11.1 |
| Hardcopy Grayscale Image Storage                | 1.2.840.10008.5.1.1.29         |
| Hardcopy Color Image Storage                    | 1.2.840.10008.5.1.1.30         |
| Media Storage Directory Storage                 | 1.2.840.10008.1.3.10           |
| MR Image Storage                                | 1.2.840.10008.5.1.4.1.1.4      |
| MR Enhanced Image Storage                       | 1.2.840.10008.5.1.4.1.1.4.1    |
| MR Spectroscopy Storage                         | 1.2.840.10008.5.1.4.1.1.4.2    |
| NM Image Storage                                | 1.2.840.10008.5.1.4.1.1.20     |
| PET Image Storage                               | 1.2.840.10008.5.1.4.1.1.128    |
| PET Curve Storage                               | 1.2.840.10008.5.1.4.1.1.129    |
| SC Image Storage                                | 1.2.840.10008.5.1.4.1.1.7      |
| Standalone Curve Storage                        | 1.2.840.10008.5.1.4.1.1.9      |
| Standalone Modality LUT Storage                 | 1.2.840.10008.5.1.4.1.1.10     |
| Standalone Overlay Storage                      | 1.2.840.10008.5.1.4.1.1.8      |
| Standalone VOI LUT Storage                      | 1.2.840.10008.5.1.4.1.1.11     |
| Stored Print Storage                            | 1.2.840.10008.5.1.1.27         |
| US Image Storage                                | 1.2.840.10008.5.1.4.1.1.6.1    |
| US Multi Image Storage                          | 1.2.840.10008.5.1.4.1.1.3.1    |
| VL Endoscopic Image Storage                     | 1.2.840.10008.5.1.4.1.1.77.1.1 |
| VL Microscopic Image Storage                    | 1.2.840.10008.5.1.4.1.1.77.1.2 |
| VL Photographic Image Storage                   | 1.2.840.10008.5.1.4.1.1.77.1.3 |
| VL Slide-Coord Microscopic Image Storage        | 1.2.840.10008.5.1.4.1.1.77.1.4 |
| Waveform Storage                                | 1.2.840.10008.5.1.4.1.1.9.1    |
| Waveform Storage - Audio                        | 1.2.840.10008.5.1.4.1.1.9.1.2  |
| Waveform Storage - ECG                          | 1.2.840.10008.5.1.4.1.1.9.1.1  |
| Waveform Storage - Hemo                         | 1.2.840.10008.5.1.4.1.1.9.2.1  |
| X-Ray Angiographic Bi-Plane Image Storage       | 1.2.840.10008.5.1.4.1.1.12.3   |
| X-Ray Angiographic Image Storage                | 1.2.840.10008.5.1.4.1.1.12.1   |
| X-Ray Radiofluoroscopic Image Storage           | 1.2.840.10008.5.1.4.1.1.12.2   |
| Raw Data Storage                                | 1.2.840.10008.5.1.4.1.1.66     |

## Patient Management Application Entity
| SOP Class Name              | SOP Class UID           |
| Detached Patient Management | 1.2.840.10008.3.1.2.1.1 |
| Detached Visit Management   | 1.2.840.10008.3.1.2.2.1 |
| Patient Management Meta     | 1.2.840.10008.3.1.2.1.4 |

## Print Management Application Entity
| SOP Class Name                        | SOP Class UID            |
| Basic Annotation Box                  | 1.2.840.10008.5.1.1.15   |
| Basic Color Image Box                 | 1.2.840.10008.5.1.1.4.1  |
| Basic Color Print Management Meta     | 1.2.840.10008.5.1.1.18   |
| Basic Film Box                        | 1.2.840.10008.5.1.1.2    |
| Basic Film Session                    | 1.2.840.10008.5.1.1.1    |
| Basic Gray Image Box                  | 1.2.840.10008.5.1.1.4    |
| Basic Gray Print Management Meta      | 1.2.840.10008.5.1.1.9    |
| Image Overlay Box                     | 1.2.840.10008.5.1.1.24   |
| Presentation LUT                      | 1.2.840.10008.5.1.1.23   |
| Print Job                             | 1.2.840.10008.5.1.1.14   |
| Printer                               | 1.2.840.10008.5.1.1.16   |
| Pull Print Request                    | 1.2.840.10008.5.1.1.31   |
| Pull Stored Print Management Meta     | 1.2.840.10008.5.1.1.32   |
| Reference Color Print Management Meta | 1.2.840.10008.5.1.1.18.1 |
| Reference Gray Print Management Meta  | 1.2.840.10008.5.1.1.9.1  |
| Reference Image Box                   | 1.2.840.10008.5.1.1.4.2  |
| VOI LUT Box                           | 1.2.840.10008.5.1.1.22   |

## Query/Retrieve Application Entity
| SOP Class Name              | SOP Class UID               |
| Patient Root Q/R Find       | 1.2.840.10008.5.1.4.1.2.1.1 |
| Patient Root Q/R Move       | 1.2.840.10008.5.1.4.1.2.1.2 |
| Patient Root Q/R Get        | 1.2.840.10008.5.1.4.1.2.1.3 |
| Study Root Q/R Find         | 1.2.840.10008.5.1.4.1.2.2.1 |
| Study Root Q/R Move         | 1.2.840.10008.5.1.4.1.2.2.2 |
| Study Root Q/R Get          | 1.2.840.10008.5.1.4.1.2.2.3 |
| Patient/Study Root Q/R Find | 1.2.840.10008.5.1.4.1.2.3.1 |
| Patient/Study Root Q/R Move | 1.2.840.10008.5.1.4.1.2.3.2 |
| Patient/Study Root Q/R Get  | 1.2.840.10008.5.1.4.1.2.3.3 |

## Queue Management Application Entity
| SOP Class Name                     | SOP Class UID           |
| Detached Result Management         | 1.2.840.10008.3.1.2.5.1 |
| Detached Interpretation Management | 1.2.840.10008.3.1.2.6.1 |
| Result Management Meta             | 1.2.840.10008.3.1.2.6.4 |

## Results Management Application Entity
| SOP Class Name                     | SOP Class UID           |
| Detached Result Management         | 1.2.840.10008.3.1.2.5.1 |
| Detached Interpretation Management | 1.2.840.10008.3.1.2.6.1 |
| Result Management Meta             | 1.2.840.10008.3.1.2.6.4 |

## Storage Service Application Entity
| SOP Class Name                                  | SOP Class UID                  |
| Basic Color Image Box Storage                   | 1.2.840.10008.5.1.1.4.1        |
| Basic Film Session Storage                      | 1.2.840.10008.5.1.1.1          |
| Basic Film Box Storage                          | 1.2.840.10008.5.1.1.2          |
| Basic Gray Image Box Storage                    | 1.2.840.10008.5.1.1.4          |
| CR Image Storage                                | 1.2.840.10008.5.1.4.1.1.1      |
| CT Image Storage                                | 1.2.840.10008.5.1.4.1.1.2      |
| Detached Patient Management Storage             | 1.2.840.10008.3.1.2.1.1        |
| Detached Visit Management Storage               | 1.2.840.10008.3.1.2.2.1        |
| Detached Result Management Storage              | 1.2.840.10008.3.1.2.5.1        |
| Detached Interpretation Management Storage      | 1.2.840.10008.3.1.2.6.1        |
| Detached Study Management Storage               | 1.2.840.10008.3.1.2.3.1        |
| Detached Study Component Mgmt. Storage          | 1.2.840.10008.3.1.2.3.2        |
| Digital Intra Oral Image Storage – Presentation | 1.2.840.10008.5.1.4.1.1.1.3    |
| Digital Intra Oral Image Storage – Processing   | 1.2.840.10008.5.1.4.1.1.1.3.1  |
| Digital Mammo Image Storage – Presentation      | 1.2.840.10008.5.1.4.1.1.1.2    |
| Digital Mammo Image Storage – Processing        | 1.2.840.10008.5.1.4.1.1.1.2.1  |
| Digital X-Ray Image Storage – Presentation      | 1.2.840.10008.5.1.4.1.1.1.1    |
| Digital X-Ray Image Storage - Processing        | 1.2.840.10008.5.1.4.1.1.1.1.1  |
| Grayscale Softcopy Presentation State Storage   | 1.2.840.10008.5.1.4.1.1.1.11.1 |
| Hardcopy Grayscale Image Storage                | 1.2.840.10008.5.1.1.29         |
| Hardcopy Color Image Storage                    | 1.2.840.10008.5.1.1.30         |
| Media Storage Directory Storage                 | 1.2.840.10008.1.3.10           |
| MR Image Storage                                | 1.2.840.10008.5.1.4.1.1.4      |
| MR Enhanced Image Storage                       | 1.2.840.10008.5.1.4.1.1.4.1    |
| MR Spectroscopy Storage                         | 1.2.840.10008.5.1.4.1.1.4.2    |
| NM Image Storage                                | 1.2.840.10008.5.1.4.1.1.20     |
| PET Image Storage                               | 1.2.840.10008.5.1.4.1.1.128    |
| PET Curve Storage                               | 1.2.840.10008.5.1.4.1.1.129    |
| SC Image Storage                                | 1.2.840.10008.5.1.4.1.1.7      |
| Standalone Curve Storage                        | 1.2.840.10008.5.1.4.1.1.9      |
| Standalone Modality LUT Storage                 | 1.2.840.10008.5.1.4.1.1.10     |
| Standalone Overlay Storage                      | 1.2.840.10008.5.1.4.1.1.8      |
| Standalone VOI LUT Storage                      | 1.2.840.10008.5.1.4.1.1.11     |
| Stored Print Storage                            | 1.2.840.10008.5.1.1.27         |
| US Image Storage                                | 1.2.840.10008.5.1.4.1.1.6.1    |
| US Multi Image Storage                          | 1.2.840.10008.5.1.4.1.1.3.1    |
| VL Endoscopic Image Storage                     | 1.2.840.10008.5.1.4.1.1.77.1.1 |
| VL Microscopic Image Storage                    | 1.2.840.10008.5.1.4.1.1.77.1.2 |
| VL Photographic Image Storage                   | 1.2.840.10008.5.1.4.1.1.77.1.3 |
| VL Slide-Coord Microscopic Image Storage        | 1.2.840.10008.5.1.4.1.1.77.1.4 |
| Waveform Storage                                | 1.2.840.10008.5.1.4.1.1.9.1    |
| Waveform Storage - Audio                        | 1.2.840.10008.5.1.4.1.1.9.1.2  |
| Waveform Storage - ECG                          | 1.2.840.10008.5.1.4.1.1.9.1.1  |
| Waveform Storage - Hemo                         | 1.2.840.10008.5.1.4.1.1.9.2.1  |
| X-Ray Angiographic Bi-Plane Image Storage       | 1.2.840.10008.5.1.4.1.1.12.3   |
| X-Ray Angiographic Image Storage                | 1.2.840.10008.5.1.4.1.1.12.1   |
| X-Ray Radiofluoroscopic Image Storage           | 1.2.840.10008.5.1.4.1.1.12.2   |

## Storage Commitment Application Entity
| SOP Class Name                         | SOP Class UID          |
| Storage Commitment Push Model Class    | 1.2.840.10008.1.20.1   |
| Storage Commitment Push Model Instance | 1.2.840.10008.1.20.1.1 |
| Storage Commitment Pull Model Class    | 1.2.840.10008.1.20.2   |
| Storage Commitment Pull Model Instance | 1.2.840.10008.1.20.2.1 |

## Study Content Notification Application Entity
| SOP Class Name                   | SOP Class UID     |
| Basic Study Content Notification | 1.2.840.10008.1.9 |

## Study Management Application Entity
| SOP Class Name                               | SOP Class UID           |
| Detached Study Component Management          | 1.2.840.10008.3.1.2.3.2 |
| Detached Study Management                    | 1.2.840.10008.3.1.2.3.1 |
| Modality Performed Procedure Step            | 1.2.840.10008.3.1.2.3.3 |
| Modality Performed Procedure Step - Notify   | 1.2.840.10008.3.1.2.3.5 |
| Modality Performed Procedure Step - Retrieve | 1.2.840.10008.3.1.2.3.4 |
| Study Management Meta                        | 1.2.840.10008.3.1.2.5.5 |

## Verification Application Entity
| SOP Class Name | SOP Class UID     |
| Verification   | 1.2.840.10008.1.1 |